# Edward Quinn
Pour les articles homonymes, voir Quinn.
Edward Quinn (Dublin, 20 février 1920 - Altendorf, janvier 1997) est un photographe irlandais.
Il a vécu et travaillé sur la Côte d’Azur, l’endroit où se rencontraient pendant les années 1950 les célébrités des arts, de la politique, de la noblesse, de la finance, du cinéma et du show biz. 
C’est à cette époque que Quinn a photographié Brigitte Bardot, Marlon Brando, Cary Grant, le Prince Rainier, Grace Kelly, Onassis, pour ne mentionner que quelques-uns. En 1951 Quinn a rencontré et photographié Pablo Picasso pour la première fois. Une amitié est née entre les deux hommes et a continué jusqu’à la mort de l’artiste. Pendant ces vingt ans, Quinn a pu faire plusieurs livres et films sur Picasso, et ses photos ont été montrées dans un grand nombre d’expositions. 
Depuis les années 1960, Quinn s’est concentré davantage sur une collaboration avec des artistes, notamment Max Ernst, Francis Bacon, Salvador Dalí et David Hockney. Une relation amicale – similaire à celle avec Picasso – a lié Quinn vers la fin des années 1980 avec Georg Baselitz.

## Expositions
- 2019: Picasso e la fotografia. Le fotografie di Edward Quinn, 1951-1973. Palazzo Merulana, Roma
- 2019: Monaco, 6 May 1955. Photos by Edward Quinn of the first meeting of Grace Kelly and Prince Rainier. Palace of Monaco
- 2019: Picasso to Hockney. Edward Quinn, Photographer of Artists. ArteF Gallery, Zurich
- 2018: Picasso - Ritratto intimo. Foto di Edward Quinn. Palazzo Buffalini - Piazza Duomo. Spoleto/Italia
- 2018: Picasso. La scultura. Galleria Borghese, Roma. With photographs of Picasso's sculpture studio by Edward Quinn.
- 2018: Edward Quinn – Riviera Cocktail. Leica Galerie Salzburg
- 2018: Picasso/Dominguin – une amitié. With 26 Photographs by Edward Quinn. Musée des Cultures Taurines, Nîmes
- 2018: My Friend Picasso: 125 Photographs by Edward Quinn. Castletown House, Kildare, near Dublin, Ireland
- 2018: Picasso e l'altra metà del cielo. With 80 Photographs by Edward Quinn. Apulia/Italy: Palazzo Tanzarella Ostuni
- 2018: Edward Quinn – Mein Freund Picasso. 125 selten ausgestellte Fotografien. Kunstmuseum Picasso, Münster
- 2018: Des Animaux et des Stars – Stars and Pets. Musée de la Gendarmerie et du Cinéma, Saint-Tropez
- 2017: Edward Quinn - My Friend Picasso, Danubiana Meulensteen Art Museum, Bratislava: 125 Photos by Edward Quinn
- 2017: Picasso and Maya. Father and Daughter. Gagosian Gallery. With 42 photos by Edward Quinn. (Group Exhibition)
- 2017: Picasso sans cliché. Photographies d’Edward Quinn, Musée Picasso Antibes
- 2016: Picasso's Picassos. Gagosian, Madison Av., New York (Group Exhibition)
- 2016: Picasso, Regards croisés (Picasso, Fresh Perspectives), Château Palmer, Margaux, France
- 2016: Edward Quinn - Stars & Cars, ArteF - Galerie für Kunstfotografie, Zurich
- 2016: Pablo Picasso, Légende de l’art, Picasso Ceramics and 83 Edward Quinn Photos, Saint-Tropez, Salle Jean Despas
- 2016: Picasso In China. Riverside Art Museum Beijing.
- 2016: Picasso. Fenster zur Welt, Bucerius Kunstforum, Hamburg. (Group Exhibition)
- 2015: Picasso in the Studio, Cahiers d’art, Paris. (Group Exhibition)
- 2014: The Legend of Art, Picasso Exhibition, Shanghai, China
- 2014: Picasso and the Camera, Curated By John Richardson. Gagosian Gallery New York. (Group Exhibition).
- 2014: Grace Kelly, Princess and Style Icon, Paleis Het Loo, Apeldoorn Nl (Group Exhibition)
- 2014: Edward Quinn: Stars in Cannes, Reygers Galerie für Photographie. Munich
- 2014: Edward Quinn. Celebrity Pets, Photography Monika Mohr Galerie. Hamburg

- 2014: Picasso: Ich sehe die Dinge in anderer Art. Grafische Werke Sammlung Boisserée. (Group exhibition). Galerie Reithalle Paderborn.
- 2014: Sylvette, Sylvette, Sylvette. Picasso und das Modell. (Group exhibition). Kunsthalle Bremen
- 2013: Stars by Edward Quinn. Zurich Film Festival exhibition
- 2013: Monaco fête Picasso. Picasso Côte d’Azur. (Group exhibition). Grimaldi Forum Monaco
- 2013: Pablo Picasso: Arbeiten auf Papier. Edward Quinn Fotografien. Galerie des 20. Jahrhunderts, Basel
- 2012: Edward Quinn. Pablo Picasso. Photography Monika Mohr Galerie, Hamburg, Germany
- 2012: Ich und Ich und Ich. Photo Portraits of Picasso. (Group Exhibition). Museum für Kunst und Gewerbe, Hamburg, Germany
- 2012: Conmigo, Yo Mismo, Yo. Museo Picasso Malaga. Retratos fotográficos de Pablo Picasso. (Group Exhibition).
- 2011: MeMyselfandI (Ich und Ich und Ich). Photo Portraits of Picasso. (Group Exhibition). Museum Ludwig, Köln
- 2010: Edward Quinn - Riviera Cocktail. Leica Galerie Frankfurt. Rahn Foto & Fine Art
- 2010: The Picasso Story. Humboldt Carrée, Berlin
- 2009: Edward Quinn: Stars and Cars. ZeitHaus, Autostadt Wolfsburg.
- 2009: Le Geste Picasso. (Group Exhibition). La Galerie d'art du Conseil Général des Bouches du Rhône, Aix en Provence.
- 2009: Stars and Cars von Edward Quinn. Reygers Galerie für Photographie. Munich
- 2009: Edward Quinn, Stars and Cars  of the ‚50s. Photography Monika Mohr Galerie. Hamburg.
- 2009: Pablo Picasso - Kreativität und Schaffensfreude. Clemens-Sels-Museum, Neuss/Germany
- 2008: GOLDEN FIFTIES - Photographien von Edward Quinn. Kunst im Palais am Lenbachplatz, Credit Suisse, Munich
- 2008: Pigozzi and the Paparazzi with Salomon, Weegee, Galella and Quinn. (Group Exhibition). Museum für Fotografie (Berlin)
- 2008: Edward Quinn. Riviera Cocktail. Suite 59, Maastricht/NL 2008
- 2008: Edward Quinn -  Riviera Cocktail. Ludwig Museum, Koblenz/Germany
- 2008: Picasso & Women. (Group Exhibition). Arken Museum, DK
- 2007: Edward Quinn – The Rich and Famous.  Vintage and Later Prints. Galerie Boisserée, Köln.
- 2007: Ikonen der Leinwand. (Group Exhibition). Ernst Barlach Museum, Wedel, Germany
- 2007: Edward Quinn. A day’s work. Vintage Prints. Michael Hoppen Gallery, London
- 2007: Edward Quinn and Picasso, Paintings and Photos.  Galerie Pels-Leusden, Zurich,
- 2007: Edward Quinn - The Rich and Famous - Vintages und Later Prints, Ausstellung vom 12. September bis zum 13. Oktober 2007 im Stadtmuseum in Köln[1]
- 2006: Edward Quinn -  Riviera Cocktail. Galerie Abbt Projects, Zurich
- 2006: Edward Quinn. Photographing Hollywood during the golden Fifties on the French Riviera.Scalo Guye Gallery, Los Angeles
- 2006: Edward Quinn, Riviera Cocktail. Die 50er Jahre an der Côte d’Azur. Photography Monika Mohr Galerie, Hamburg, Germany
- 2000: Edward Quinn. Stars, Stars, Stars. Festival de Télévision de Monte Carlo, Monaco
- 1999: Pablo Picasso – Der Reiz der Fläche. (Group Exhibition). Staatliches Museum Schwerin
- 1998: La Guerre et la Paix. (Group Exhibition). Musée National Picasso de Vallauris
- 1998: Edward Quinn. Stars und Sternchen. Prinz Max Palais, Karlsruhe
- 1998: Hollywood Personalities 1951-1965. PaceWildensteinMacGill. Beverly Hills, California
- 1998: Edward Quinn. The Charm of Portraits. Celebrities and ArtistsScalo Gallery, New York
- 1998: Edward Quinn, Künstlerphotograph.Bahnhof Rolandseck, Rolandseck
- 1997: Perpetual Emotion: An Affair with the Car in Pictures. (Group Exhibition).Conolly Ltd., London
- 1997: Edward Quinn. La Côte d’Azur des Stars.Musée d’Art Moderne et Contemporain, Nice
- 1997: Künstlerporträts.Galerie Stephan Röpke, Köln
- 1997: Edward Quinn: Stars und Sternchen.Josef Albers Museum, Bottrop
- 1996: Edward Quinn. Gesamtwerk.Prinz Max Palais, Karlsruhe
- 1996: Edward Quinn. Stars, Stars, Stars.Conolly, London
- 1996: Edward Quinn. Stars der fünfziger und sechziger Jahre.Scalo, Zürich
- 1996: Edward Quinn: Picasso.Museum der bildenden Künste, Leipzig
- 1995: Edward Quinn. Picasso live.Quadrat Studio-Galerie, Bottrop
- 1994-1995: Edward Quinn Photographs.Sotheby’s Zürich
- 1994: Edward Quinn. Picasso live.Prinz Max Palais, Karlsruhe
- 1994: Edward Quinn. A Côte d’Azur Album.Museum für Gestaltung, Zürich
- 1993: Städtische Galerie Karlsruhe: Georg Baselitz. Schöne und hässliche Porträts. (Group Exhibition)

## Livres
- Celebrity Pets - On the French Riviera in the 50s and 60s. teNeues, Kempen 2014
- Stars and Cars of the ‘50s. teNeues, Kempen 2008
- Riviera Cocktail. teNeues, Kempen 2007.
- Edward Quinn. Künstlerphotograph. Bahnhof Rolandseck. Stiftung Hans Arp und Sophie Taeuber-Arp e.V. 1998. Arp und Sophie Taeuber-Arp e.V. 1998.
- Stars, Stars, Stars... Off the Screen. Scalo, Zürich 1996.
- Picasso in 3D. Thames and Hudson, London 1995
- Georg Baselitz. Konzept und Illustrationen von Edward Quinn. Hrsg. v. Andreas Franzke. München 1995.
- Les objets Picasso. Assouline, Paris 1994.
- Côte d’Azur Album. Scalo, Zürich 1994.
- Edward Quinn, Fotograf Nizza. Hrsg. v. Martin Heller. Scalo, Zürich 1994.
- Picasso Live. Vorw. Andreas Franzke. Hrsg. Stadt Karlsruhe.Städtische Galerie. Karlsruhe 1994
- Georg Baselitz. Eine fotografische Studie von Edward Quinn. Benteli Bern 1993.
- Georg Baselitz: Schöne und hässliche Porträts.  Erika Rödiger-Diruf and Andreas Franzke, Peter Gorsen, Ulrich Weisner, Kevin Power, Eric Darragon. Illustrationen von Edward Quinn, hrsg. v. Stadt Karlsruhe – Städtische Galerie. Karlsruhe 1993.
- Picasso. Mensch und Bild. Einleitung v. Pierre Daix, aus dem Französischen und Englischen v. Renate Renner. Klett-Cotta, Stuttgart 1988.
- Riviera Cocktail. Die Goldenen Fünfziger an der Cote d’Azur. Herrsching 1980.
- Graham Sutherland, Complete Graphic Work (1922 to 1978). Roberto Tossi, Edward Quinn. Barcelona 1978.
- Max Ernst. Paris 1976
- The Private Picasso. Edward Quinn, Pierre Daix. Stuttgart, Paris, Boston 1976.
- Picasso de Draeger. Draeger, Paris 1975. (Deutsche Version Ullstein)
- James Joyce’s Dublin. Secker and Warburg, London 1974.
- Picasso at work. A photographic study. Text by Roland Penrose. New York 1965. Original version: Picasso. Werk und Tage. Manesse, Zürich 1965.